# Хуве, Квинси
Квинси Энтони Эдгар Натан Хуве (нидерл. Quincy Anthony Edgar Nathan Hoeve; род. 3 апреля 2003, Кралендейк) — бонайрский футболист, центральный нападающий клуба «Йонг Спарта» и сборной Бонайре.

## Клубная карьера
Квинси Хуве — воспитанник клубов «Атлетико Тера Кора», роттердамской «Спарты», «Жил Висенте» и «Волендам».
За последних бонайрец дебютировал 19 августа 2023 года в матче Эредивизи против «Гоу Эхед Иглз», выйдя на замену Леквинсио Зефёйка на 78-й минуте.

## Международная карьера
Квинси Хуве дебютировал за сборную Бонайре 3 июня 2022 года в матче Лиги C Лиги наций КОНКАКАФ 2022/23 против Теркса и Кайкоса, но на 75-й минуте был заменён. Футболист забил свой первый гол за сборную 6 июня того же года в матче того же соревнования против Синт-Мартена на 18-й минутой, а также на 32-й минуте забил мяч в свои ворота, тем самым сравняв счёт.